# 丹下茂十郎

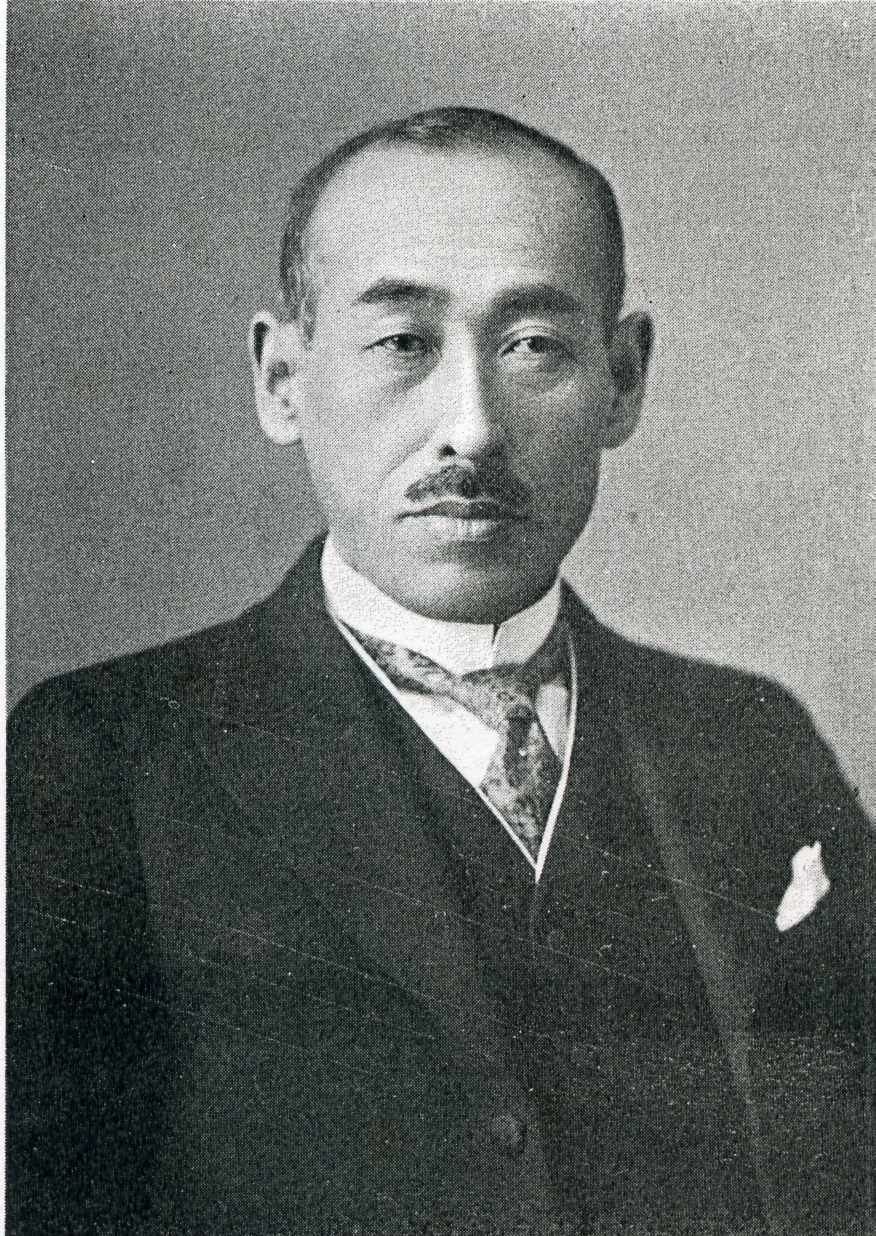
丹下茂十郎

丹下 茂十郎（たんげ もじゅうろう、1880年（明治13年）8月24日 - 1938年（昭和13年）2月4日）は、日本の衆議院議員（立憲政友会）。

## 経歴
愛知県東春日井郡勝川町（現在の春日井市）に、丹下武左衛門の二男として生まれる。愛知県の農林学校を卒業後、東春日井郡の書記、ついで愛知県の技手を務めた。その後、判任官から高等官に昇任し、農商務省農務局事務官補を務めた。さらに滋賀県産業主事、理事官に任じられ、勧業課長、蚕糸課長、商品陳列所所長などを歴任した。
1924年（大正13年）、第15回衆議院議員総選挙に出馬し、当選。以後、6回の当選を重ねた。その間、廣田内閣で大蔵参与官を務めた。